# オルチャンメイク
オルチャンメイクとは、韓国語で美少女を意味する「オルチャン」という言葉から派生したメイク方法である。

## 特徴

### ベースメイク
一般的には、白くて透明感のある肌に仕上げることが多い。内側から光っているような艶のある肌(水光肌)を目指す場合もある。なお、チークはあまり見られない。
また、アイブロウは平行で、自眉を生かした太めのナチュラルな眉毛が特徴的である。

### アイメイク
アイラインが主役である。特に目尻は、跳ね上げる場合も垂れさせる場合もあるが、どちらにせよやや太めに長く引かれる。また、下まぶたの目尻側三分の一にラインを引くことも多い。その他、パールの強いアイシャドウやラインで涙袋を強調すること、カラーコンタクトを使い黒目を大きく見せることも特徴的である。

### リップメイク
ティントリップを使い、内側から外側へグラデーションさせたリップがよく見られる。コンシーラーやファンデーションで一度唇の色を消すことが多い。